# Kalbe (Wümme-Rotenburgi járás)
Kalbe település Németországban, azon belül Alsó-Szászország tartományban. Lakosainak száma 601 fő (2023. december 31.).

## Népesség
A település népességének változása:
| Lakosok száma | 570  | 589  | 582  | 606  | 623  | 601  |
|               | 2016 | 2017 | 2019 | 2021 | 2022 | 2023 |